# Marina Mniszková
Marina Mniszková rusky též Marina Jurjevna (polsky Maryna Mniszchówna, rusky Марина Мнишек, 1588, Murovane – 1614, Kolomenský kreml) byla polská šlechtična a na krátkou dobu také ruská carevna coby manželka Lžidimitrije I.

## Život

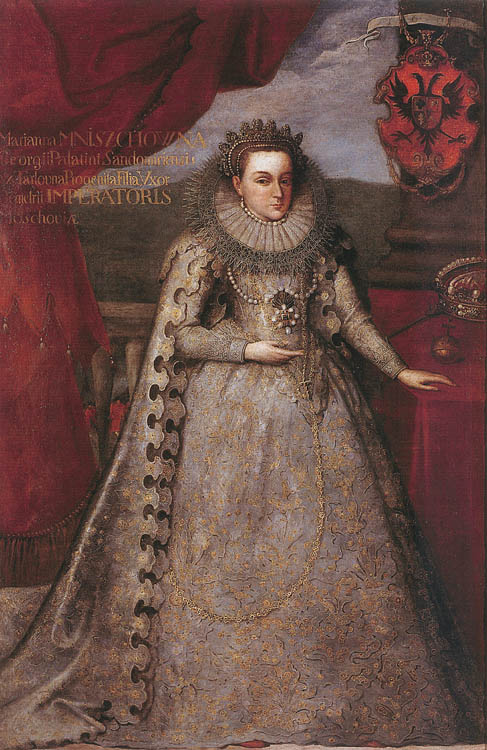
Marina Mniszková jako carevna, 1606

### Mládí
Marina pocházela z vysoké polské šlechty, byla dcerou sandoměřského vojvody Jerzyho Mniszka. O jejím dětství a mládí není mnoho známo, vyrůstala na rodových statcích na území východního Polska a dnešní Ukrajiny. V mládí se naučila číst a psát, vynikala inteligencí a neobyčejnou krásou. Když se v Polsku objevil samozvanec, vydávající se za careviče Dimitrije, syna Ivana Hrozného, Marinin otec se stal jeho hlavním spojencem. Jerzy Mniszek pak společně s knížetem Konstantinem Wiśniowieckým dohodli sňatek Mariny a Lžidimitrije.

### Ruská carevna
Roku 1605 byla Marina s Lžidmitrijem v Krakově zasnoubena. Poté, co se Lžidimitrij s polskou podporou zmocnil carského trůnu, přijela za ním na jaře roku 1606 do Moskvy. Do Kremlu triumfálně vjela v bílých svatebních šatech, doprovázena polskými dvorními dámami a katolickými kněžími. Následovala svatba s Lžidimitrijem a slavnostní korunovace. Svým okázalým katolicismem pobouřila ruskou pravoslavnou církev i bojary. Už za dva týdny po svatbě byl Lžidimitrij svržen a zavražděn, následoval masakr polských šlechticů, kteří doprovázeli Marinu do Ruska. Marina a její otec však nebyli usmrceni. Nový car Vasilij IV. Šujský Marinu zbavil všech titulů a vypověděl ze země, její otec byl uvězněn v ruském městě Jaroslavli.

### Pokusy o návrat na trůn
Roku 1608 se Marina vrátila do Ruska pod ochranou samozvance Lžidimitrije II. a usadila se na jeho dvoře v Tušimi, kde ho „rozpoznala“ jako svého zázračně zachráněného manžela. Roku 1610 však byl Lžidimitrij II. zastřelen svou gardou, krátce nato Marina porodila syna Ivana Dmitrijeviče. Aby zajistila synovi a sobě nástupnická práva, spojila se Marina s kozáckým atamanem Ivanem Zaruckým, bývalým velitelem Lžidimitrijových oddílů. Společně pak až do roku 1613 sídlili v Astrachani.

### Zajetí a smrt
Po nástupu cara Michaila III. byla Astrachaň obsazena carskými vojáky a Zaruckij zajat. Marina se synem uprchli, byli však poznáni a dopadeni na březích řeky Ural, tehdy známé jako Jaik. Všichni byli odvezeni do Moskvy, kde byl Zaruckij ihned popraven jako vlastizrádce. Marinin tříletý syn, označený patriarchou Germogenem jako „zlodějíček“ – rus. ворёнок (vorjonok), představoval zřejmě přílišné nebezpečí pro stabilitu ruského státu. Byl proto na rozkaz cara Michajla zardoušen. Sama Marina byla odvezena do Kolomny a uvězněna ve věži tamního kremlu, kde brzy zemřela, snad byla zadušena nebo otrávena. Mnohem později se objevil samozvanec, vydávající se za Marinina syna (tzv. Lžidimitrij IV.), který se pokusil s pomocí polského krále Vladislava IV. získat ruský trůn. Nakonec však byl zajat a roku 1665 usmrcen na rozkaz cara Alexeje.

## V ruském folklóru
Nenáviděná katolická carevna se hluboce zapsala do ruského folklóru, kde je známa jako Marinka čarodějnice a je zápornou hrdinkou některých bylin. V nich se zcela anachronicky střetává s kyjevskými bohatýry, zvláště s Dobryňou Nikitičem, který ji nakonec přemůže a zabije. Je zde líčena jako čarodějnice, snažící se uškodit Rusku, někdy spolčená s drakem nebo lidožravá.